# کاتسوهیکو ناگاتا
کاتسوهیکو ناگاتا (به ژاپنی: 永田克彦؛ زادهٔ ۳۱ اکتبر ۱۹۷۳) کشتی‌گیر و رزمی‌کار ترکیبی بازنشسته اهل ژاپن است. ناگاتا در دستهٔ وزنی ۶۹ کیلوگرم کشتی فرنگی برندهٔ مدال نقرهٔ بازی‌های المپیک ۲۰۰۰ سیدنی و مدال طلای مسابقات قهرمانی کشتی آسیا (۲۰۰۰) است. او پس از خداحافظی از دنیای کشتی به فعالیت در هنرهای رزمی ترکیبی پرداخت.
برادر او یوجی ناگاتا هم کشتی‌گیر حرفه‌ای است.